# Ribeira das Tainhas (Vila Franca do Campo)
A Ribeira das Tainhas (Vila Franca do Campo) é um curso de água português localizado na costa Sul da ilha de São Miguel, concelho de Vila Franca do Campo, arquipélago dos Açores.
Este curso de água, um dos maiores da ilha e que dá nome a uma localidade, à Ribeira das Tainhas, drena uma área geográfica muito extensa com início a cerca de 800 metros de altitude.
Recebe vários afluentes que fazem a drenagem do Pico de El-Rei e do Monte Escuro, bem como da zona montanhosa onde se localiza a Lagoa do Congro.
Desaguar no Oceano Atlântico, na costa sul da ilha depois de atravessar a localidade da Ribeira Seca, no povoado da Ribeira das Tainhas.